# 梅里克山脈
75°06′S 72°04′W / 75.100°S 72.067°W
梅里克山脈（英語：Merrick Mountains）是南極洲的山脈，位於帕爾默地，處於貝倫特山脈東北面11公里，長13公里，由美國探險隊發現和拍攝空中照片，現時由南極條約體系管理。